# География Малайзии

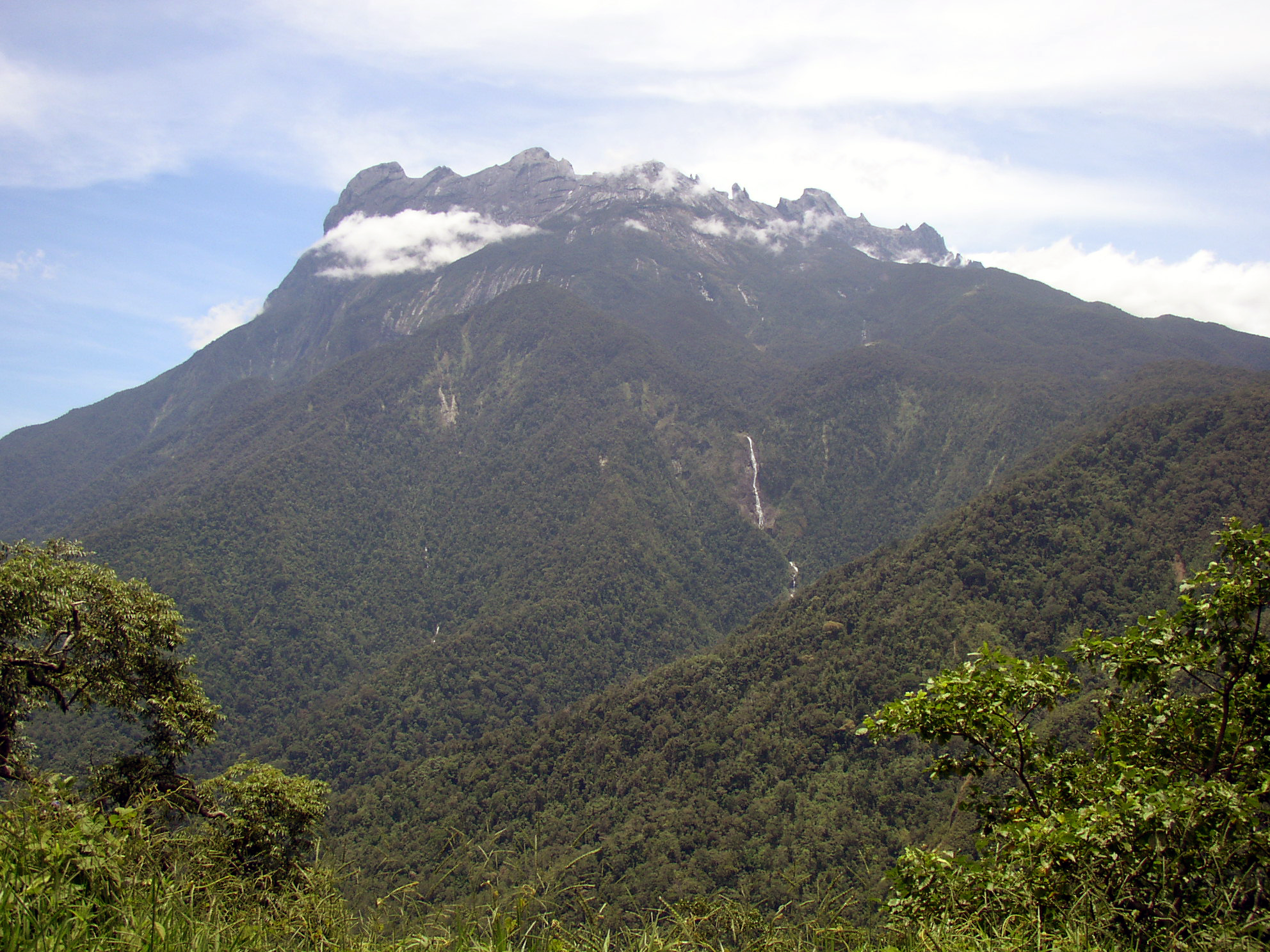
Гора Кинабалу, самая высокая точка страны

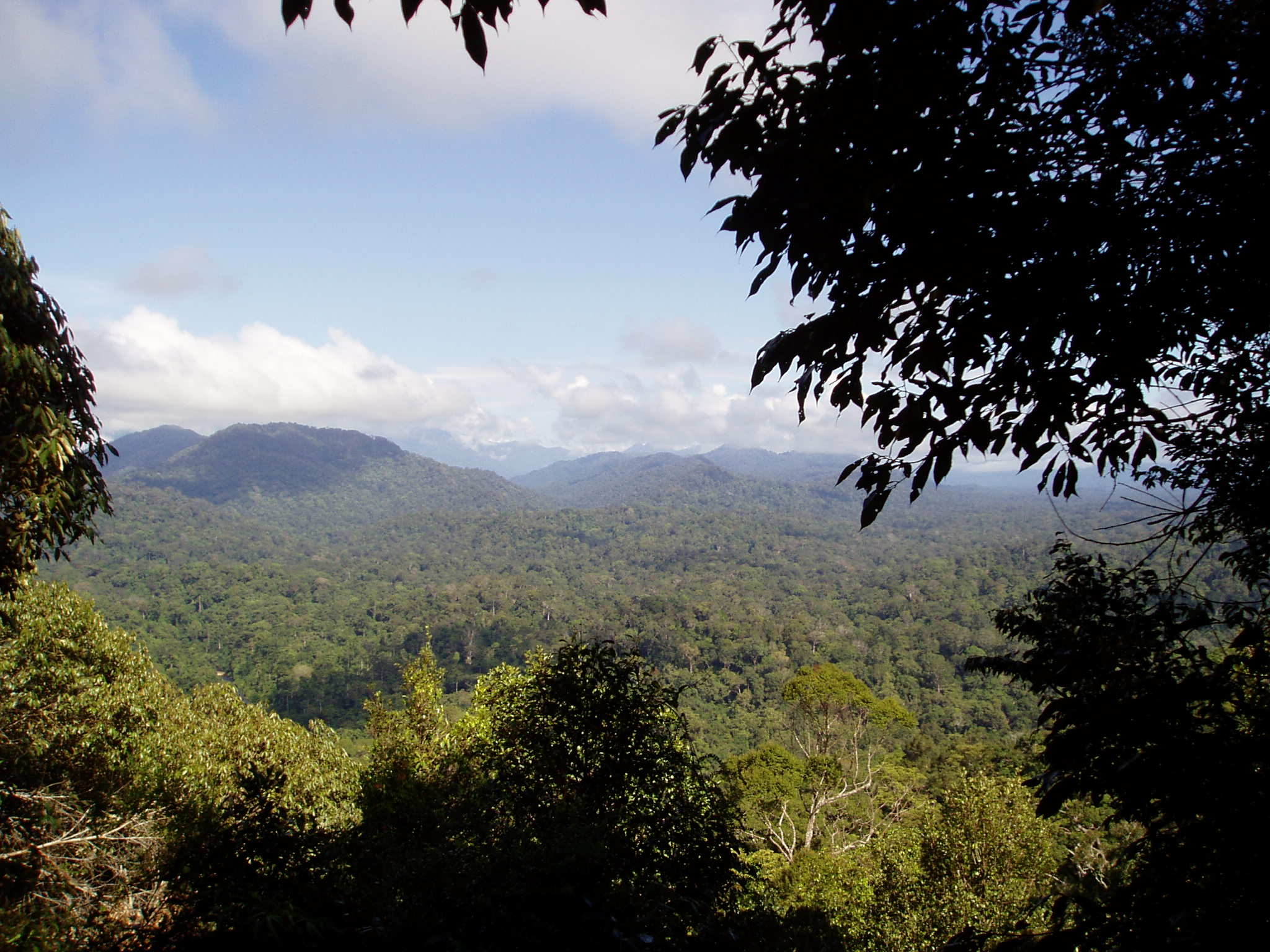
Национальный парк Таман Негара

Малайзия расположена в Юго-Восточной Азии. Территория государства состоит из двух частей: Западной Малайзии, находящейся на полуострове Малакка, и Восточной Малайзии (северная часть острова Калимантан), которые разделены Южно-Китайским морем. Площадь Малайзии составляет 330,803 км² (66-е место в мире). Полуостровная часть граничит с Таиландом на севере и с Сингапуром на юге, а восточная — с Индонезией (на юге) и Брунеем (на севере). Кроме того Малайзия соединена узкой дамбой с Сингапуром; морские границы имеются также с Вьетнамом и Филиппинами. Мыс Пиай на южной оконечности полуострова Малакка является самой южной точкой всей континентальной Евразии. Полуостровная часть страны отделена от острова Суматра Малаккским проливом, который является одним из важнейших морских путей в мире. Вершина Кинабалу (4101 м), которая находится на территории страны, — самая высокая гора в Юго-Восточной Азии.
Полуостровная часть составляет около 39,7 % от общей площади Малайзии и простирается на 740 км с севера на юг и на 322 км с запада на восток (в самом широком месте). Через центральную часть полуострова проходит горный хребет Титивангса; высочайшая точка полуострова — гора Гунунг-Тахан (2187 м над уровнем моря). Береговая линия полуостровной части страны составляет 1931 км, удобные бухты имеются только на западном побережье.
Восточная часть страны составляет 60,3 % от общей площади, имеет береговую линию длиной 2607 км. Между штатами Саравак и Сабах проходит горный хребет Крокер, где находится самая высокая точка страны — гора Кинабалу (4095 м). Горные хребты тянутся также вдоль границы с Индонезией.

## Внутренние воды

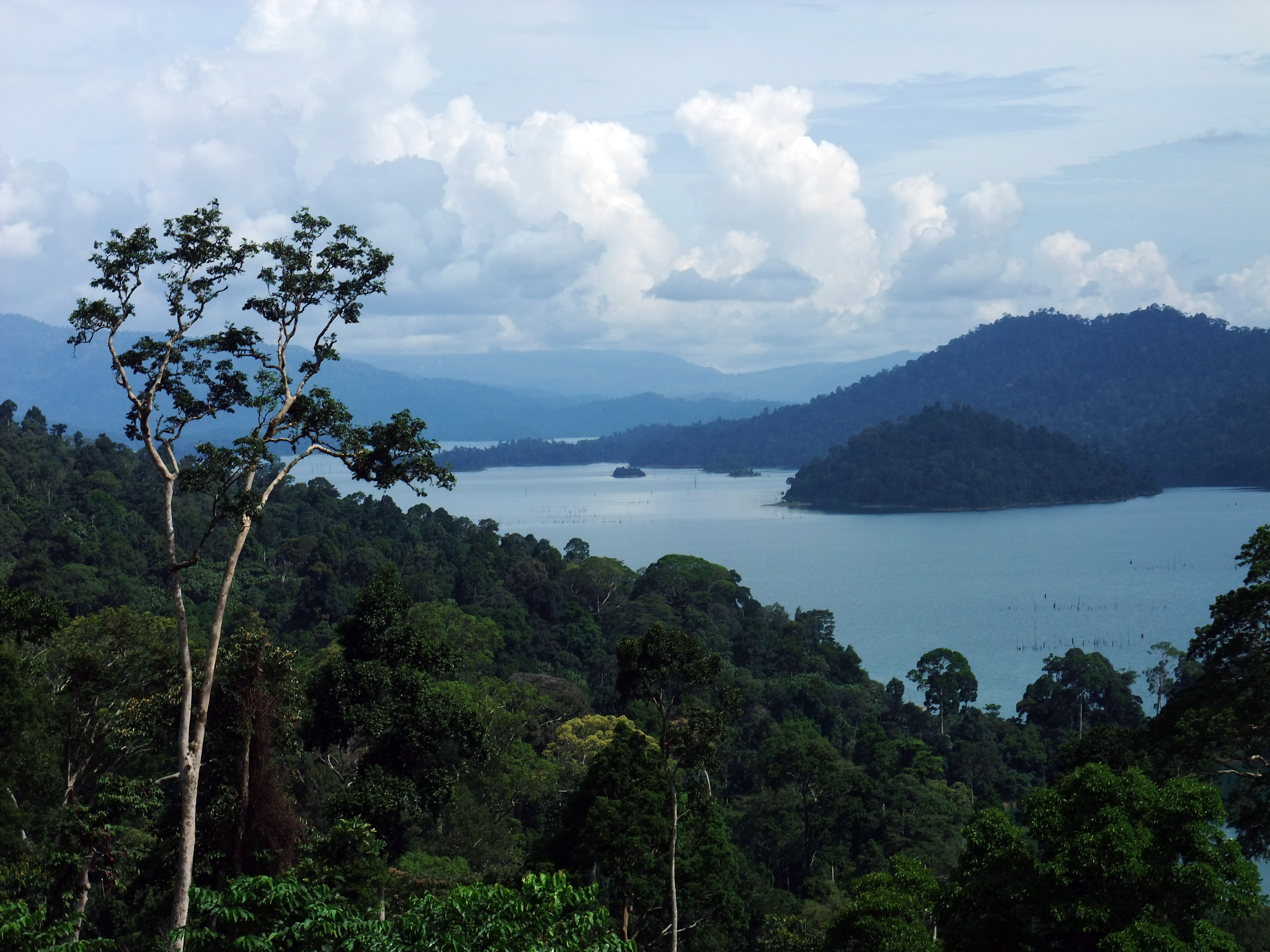
Искусственное озеро Кенир

Малайзия характеризуется густой речной сетью, однако из-за небольших размеров и расположения территории страны крупных рек в Малайзии нет. Реки полноводны на протяжении всего года. Во время сезона дождей их уровень резко и значительно повышается, что нередко приводит к наводнениям в ряде областей. Самой длинной рекой страны является Раджанг, протекающая в штате Саравак и имеющая длину в 760 км. Вторая по протяжённости река — Кинабатанган, длиной в 560 км, протекающая в штате Сабах. Самая длинная река полуостровной части страны — Паханг, длиной в 435 км. Крупнейшее пресноводное озеро страны — Бера, находится на юго-западе штата Паханг. Второе по величине озеро — Чини (Тасик-Чини), находится в центральной части штата Паханг, его площадь составляет 5026 га. Крупнейшее водохранилище Малайзии — Кенир, площадью 260 км², расположенное в штате Тренгану. Оно возникло в результате строительства плотины крупнейшей в стране ГЭС.

## Почвы
Для большей части страны характерны красно-жёлтые ферраллитные почвы, в долинных и на побережьях — аллювиальные. Аллювиальные почвы — довольно плодородны, тогда как ферраллитные не отличаются высокой продуктивностью из-за сильной эрозии, вызванной обильными осадками. Кроме того, для почв страны характерны высокая кислотность, грубая текстура и низкое содержание гумуса. Наиболее плодородными почвами отличается юго-восток штата Сабах, где исходное вещество, из которого сформированы почвы, основано на вулканических продуктах. Во многих районах страны почвы истощённы из-за непрерывного возделывания одних и тех же культур.

## Геология и полезные ископаемые
Малайзия находится на восточной оконечности Средиземноморского геосинклинального пояса и его сочленении с Тихоокеанским поясом. Особенности геологического строения полуостровной и восточной частей страны сильно разнятся. Для западной Малайзии характерна мезозойская складчатость с преобладанием нижнесреднепалеозойских (на западе), мезозойских (в центре) и верхнепалеозойских пород (на востоке). Вместе с этим, на западе полуострова преобладают карбонатно-терригенные, а на востоке — вулканогенно-осадочные отложения. Крупные гранитные интрузии палеозоя и триаса. Имеются тектонические разломы в меридиональном и северо-западном направлении. Для восточной части страны характерна кайнозойская складчатость.
Имеются крупные запасы нефти, олова, вольфрамовой руды, бокситов, меди, железа. Кроме того, есть небольшие месторождения бурого угля, титана, марганца, сурьмы, золота, фосфоритов. Большая часть нефтяных запасов сосредоточена на шельфе штата Сабах. Месторождения олова, находятся главным образом на западе полуостровной части страны и протягиваются полосой от границы с Таиландом до Сингапура. Вместе с золотом здесь встречается вольфрам, железо, ниобий, тантал, иттрий и другие редкие и редкоземельные металлы. В центральной части полуострова Малакка имеются незначительные залежи золота, меди и цинка. В Сараваке — месторождения сурьмы, золота, бокситов, железа; в Сабахе — меди и бокситов.

## Климат
Ввиду того, что страна расположена вблизи экватора, климат Малайзии характеризуется как экваториальный — жаркий и влажный на протяжении всего года. Среднегодовая температура составляет около 27°С, а годовой уровень осадков — около 2500 мм. Между климатом полуостровной и восточной части страны имеются некоторые отличия, которые обусловлены главным образом тем, что на полуостровную Малайзию в большой степени оказывают влияния континентальные воздушные массы, тогда как на восточную — морские. Страна находится в зоне действия двух муссонов: юго-западного (с конца мая по сентябрь) и северо-восточного (с ноября по март). Северо-восточный муссон приносит больше осадков по сравнению с юго-западным, он берёт своё начало на территории Китая и на севере Тихого океана. Юго-западный муссон берёт начало на территории пустынь Австралии.
Климат в том или ином регионе страны зависит главным образом от рельефа, таким образом, различают климат возвышенностей, низменностей и прибрежных районов. Для прибрежных районов характерна солнечная погода с температурами от 23°С до 32°С и осадками от 100 до 300 мм в месяц. Низменности страны имеют сходные температуры, однако, более высокий уровень осадков. Климат возвышенностей более прохладный и более влажный, с более значительными изменениями температур.
Самая высокая когда-либо зафиксированная в Малайзии температура была отмечена в городке Чупинг штата Перлис 9 апреля 1998 года и составила 40,1°С. Рекордно низкая температура была отмечена на возвышенности Кэмерон на северо-западе штата Паханг 1 февраля 1978 года и составила 7,8°С. Самое большое количество осадков за день выпало в Кота-Бару 6 января 1967 года и составило 608 мм. Самый высокий годовой уровень осадков, 5 687 мм, был отмечен в городе Сандакан, штат Сабах, в 2006 году. Самое дождливое место страны — город Кучинг, штат Саравак, со средним годовым уровнем осадков 4 128 мм и 247 днями с осадками в году. Самое засушливое место — Чупинг, штат Перлис, с годовым уровнем осадком всего 1746 мм.

## Стихийные бедствия
Ввиду большого количества водоёмов и крайне высокого среднего уровня осадков, превышающего для большинства районов страны 2000 мм, Малайзия довольно часто страдает от наводнений. С 1926 года в стране отмечены 15 крупных наводнений. Наводнения в Джохоре 2006—2007 годов унесли жизни 18 человек и привели к ущербу оценённому в 1,5 млрд ринггит; около 110 тыс. человек были временно эвакуированы.
Территория страны является сейсмически стабильной. Тем не менее, вблизи Малайзии проходят две границы тектонических плит: между австралийской и евразийской плитами — на западе, а также между евразийской и филиппинской плитами — на востоке. Таким образом, на территории страны могут ощущаться толчки от землетрясений, происходящих на островах Индонезии и Филиппин.

## Живая природа

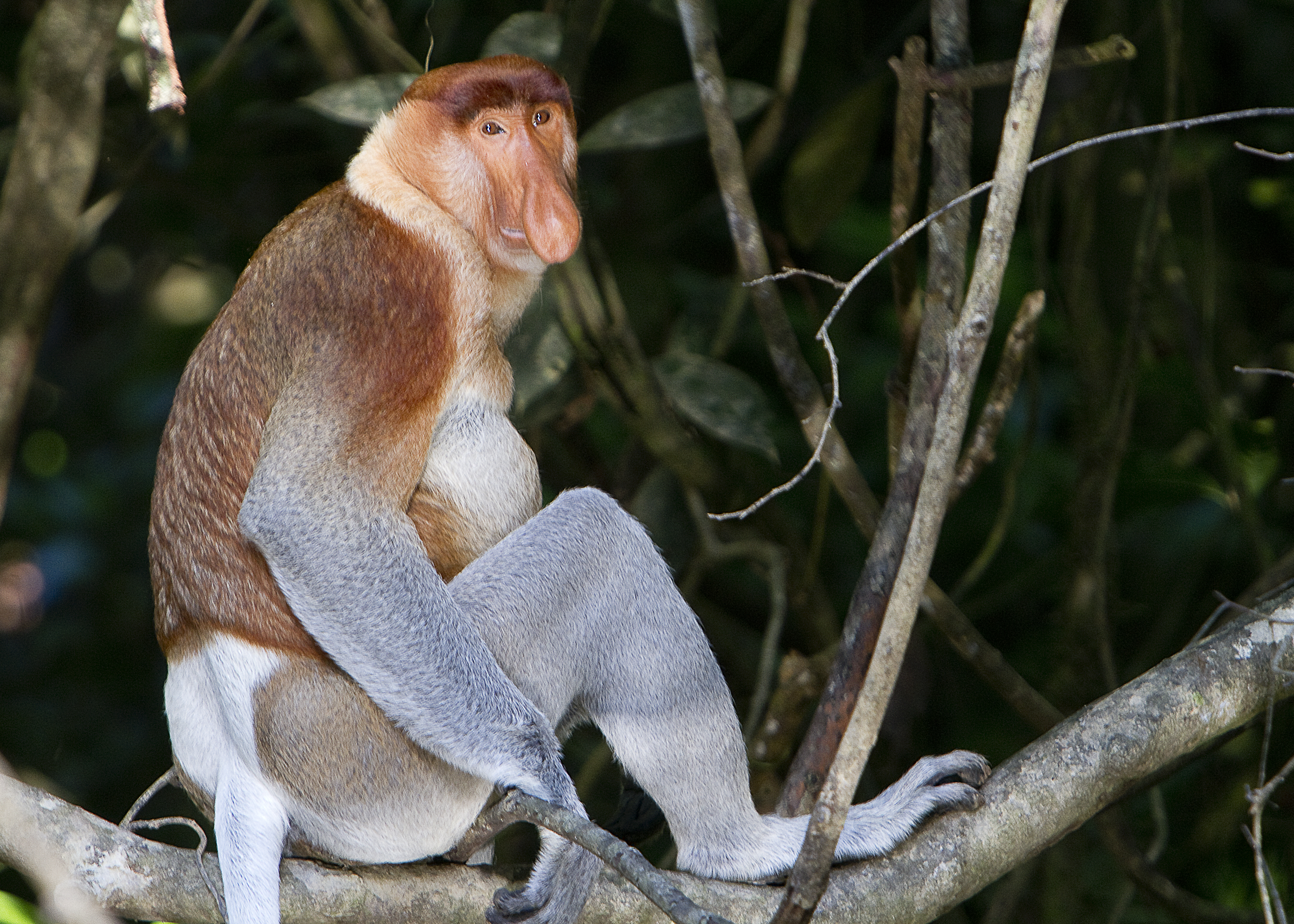
Носач

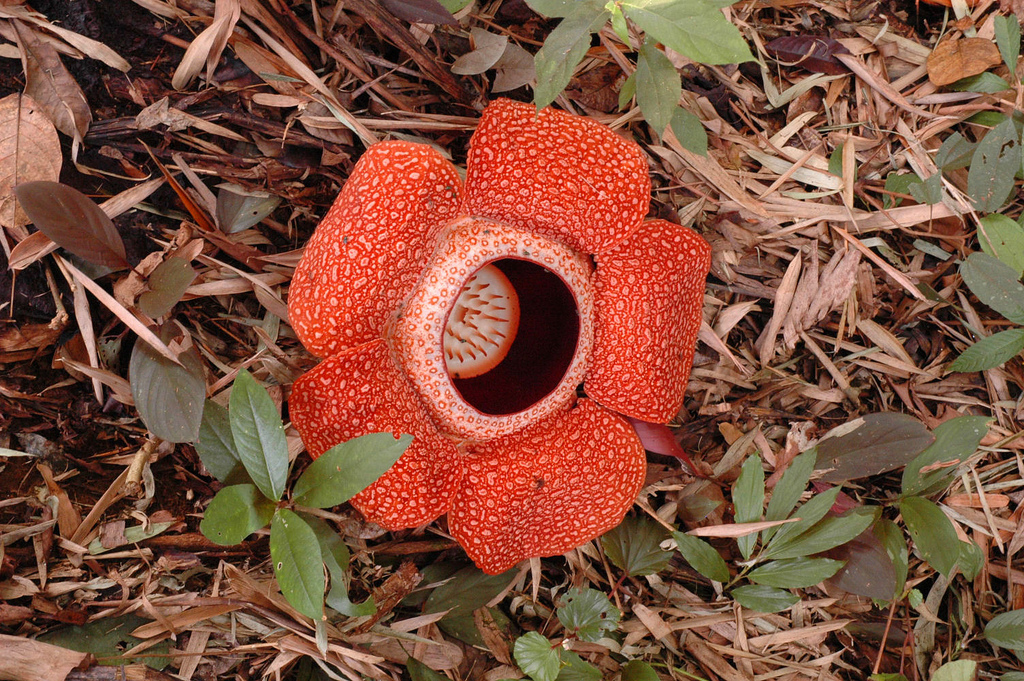
Раффлезия

Малайзия — страна с высоким уровнем биоразнообразия и большим количеством эндемиков. На территории страны встречается около 20 % всех известных в мире видов животных. Особенно высокий уровень эндемизма характерен для горных лесов Калимантана. В Малайзии встречаются около 210 видов млекопитающих, 250 видов рептилий (из них около 150 видов змей и 80 видов ящериц), около 150 видов лягушек и тысячи видов насекомых. На территории одной только полуостровной части страны встречается около 620 видов птиц.
В полуостровной части страны водятся 2 вида больших кошек: индокитайский тигр и дымчатый леопард, а в восточной части — только дымчатый леопард. Из других млекопитающих можно отметить малайского медведя, суматранского носорога, чепрачного тапира, мунтжаков, индийских замбаров, кабанов, бородатых свиней, гауров, азиатских слонов и др. Водятся такие виды приматов, как: калимантанский орангутан, гиббон Мюллера, макаки, носачи, гривистый тонкотел, медленный лори и др. Популяция орангутанов в восточной Малайзии составляет около 11 300 особей. Популяция малайского тигра (подвид Panthera tigris tigris, эндемичен для полуостровной части страны) составляет всего около 500 особей. Кроме того, в западной части страны насчитывается около 1200 слонов.

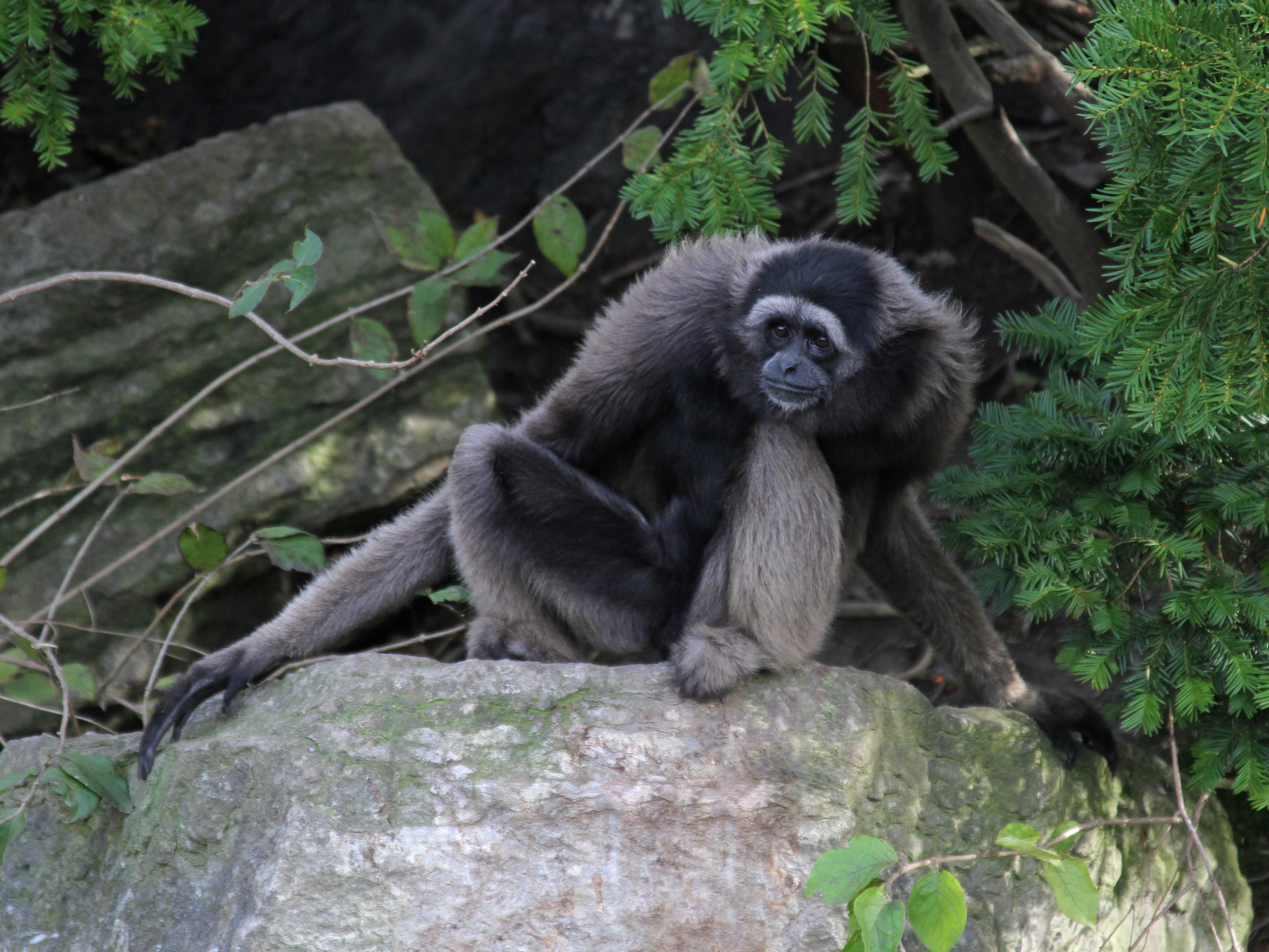
Гиббон Мюллера

Примерно 58,2 % территории Малайзии покрыто лесами. Когда-то всю восточную часть страны покрывали борнейские равнинные дождевые леса. В полуостровной части страны насчитывается около 8500 видов сосудистых растений, тогда как в восточной части — около 15 000 видов. В островной части насчитывается около 2000 видов деревьев, причём на одном гектаре леса может встретиться до 240 различных видов деревьев. В лесах страны встречается раффлезия — самый крупный в мире цветок, диаметр которого может достигать 1 метра.

## Экологические проблемы

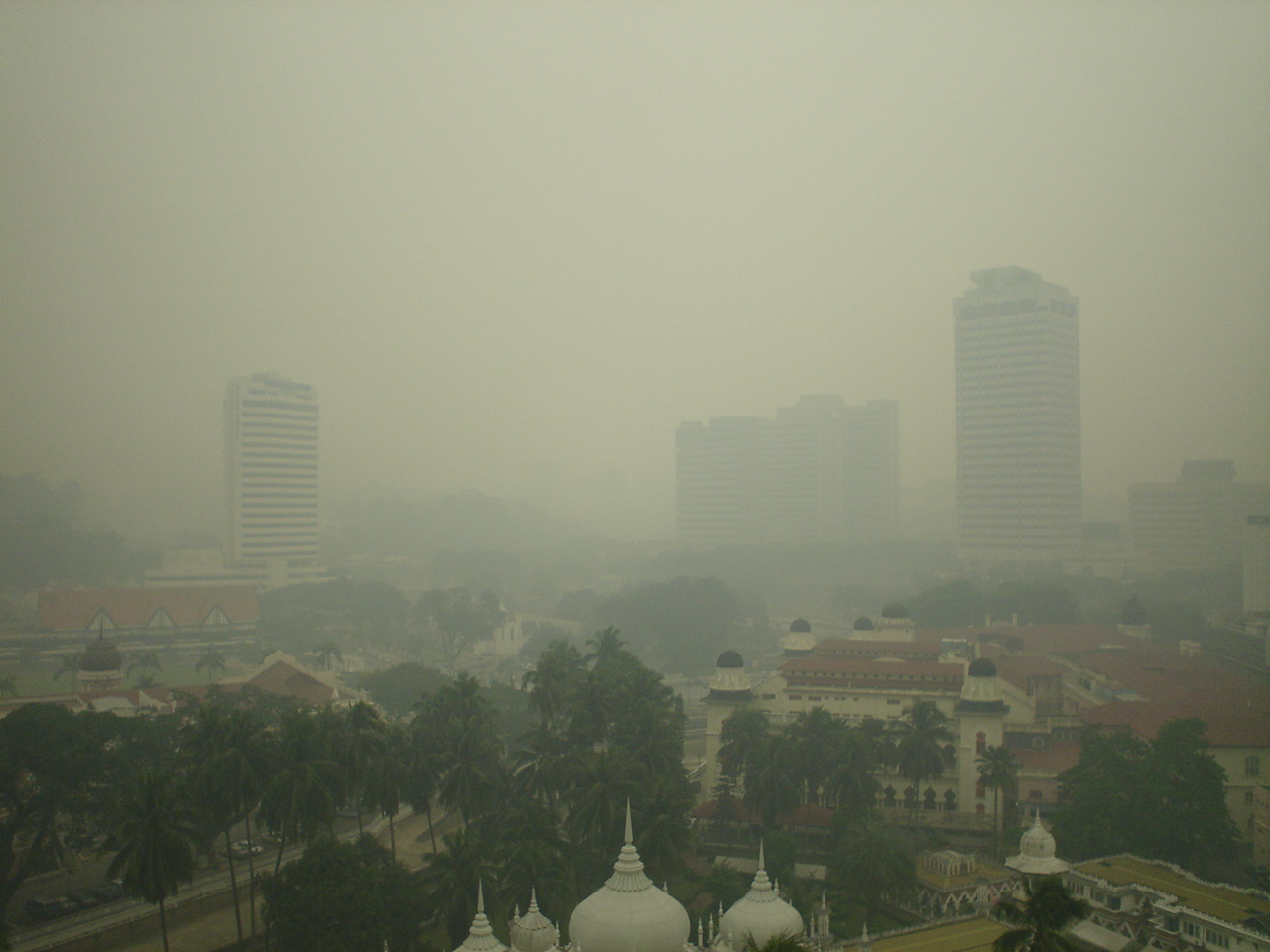
Смог над Куала-Лумпуром

Серьёзной проблемой для окружающей среды страны является обезлесение, причинами которого являются вырубки леса и расчистка территорий, занятых торфяными лесами под сельскохозяйственные угодья, главным образом под плантации масличной пальмы. Начиная с 2000 года, Малайзия теряет до 140 200 га (0,65 % от общей лесной площади) лесов ежегодно. Так были уничтожены более 80 % лесов штата Саравак на востоке страны и более 60 % лесов полуостровной Малайзии. При нынешних темпах обезлесения леса в Малайзии могут полностью исчезнуть уже к 2020 году. Обезлесение сильно сказывается на уникальной фауне страны, которая теряет свои естественные места обитания. Количество орангутанов в Малайзии уменьшилось примерно на 40 % за последние 20 лет, а малайзийская популяция суматранского носорога вероятно исчезла совсем. Значительно сократилась и численность птиц-носорогов. Большая часть современных лесов находится в границах национальных парков.
Другими серьёзными проблемами являются браконьерский отлов и контрабандный вывоз животных, а также перевылов рыбы и других представителей морской фауны. Имеет место также загрязнение внутренних и прибрежных вод промышленными отходами. Около 40 % рек страны сильно загрязнены. Города Малайзии производят в среднем 1,5 млн тонн твёрдых отходов в год. Проблемой в крупных городах является и сильное загрязнение воздуха.